# 178 TCN
Năm 178 TCN là một năm trong lịch Julius. 